# Csufud

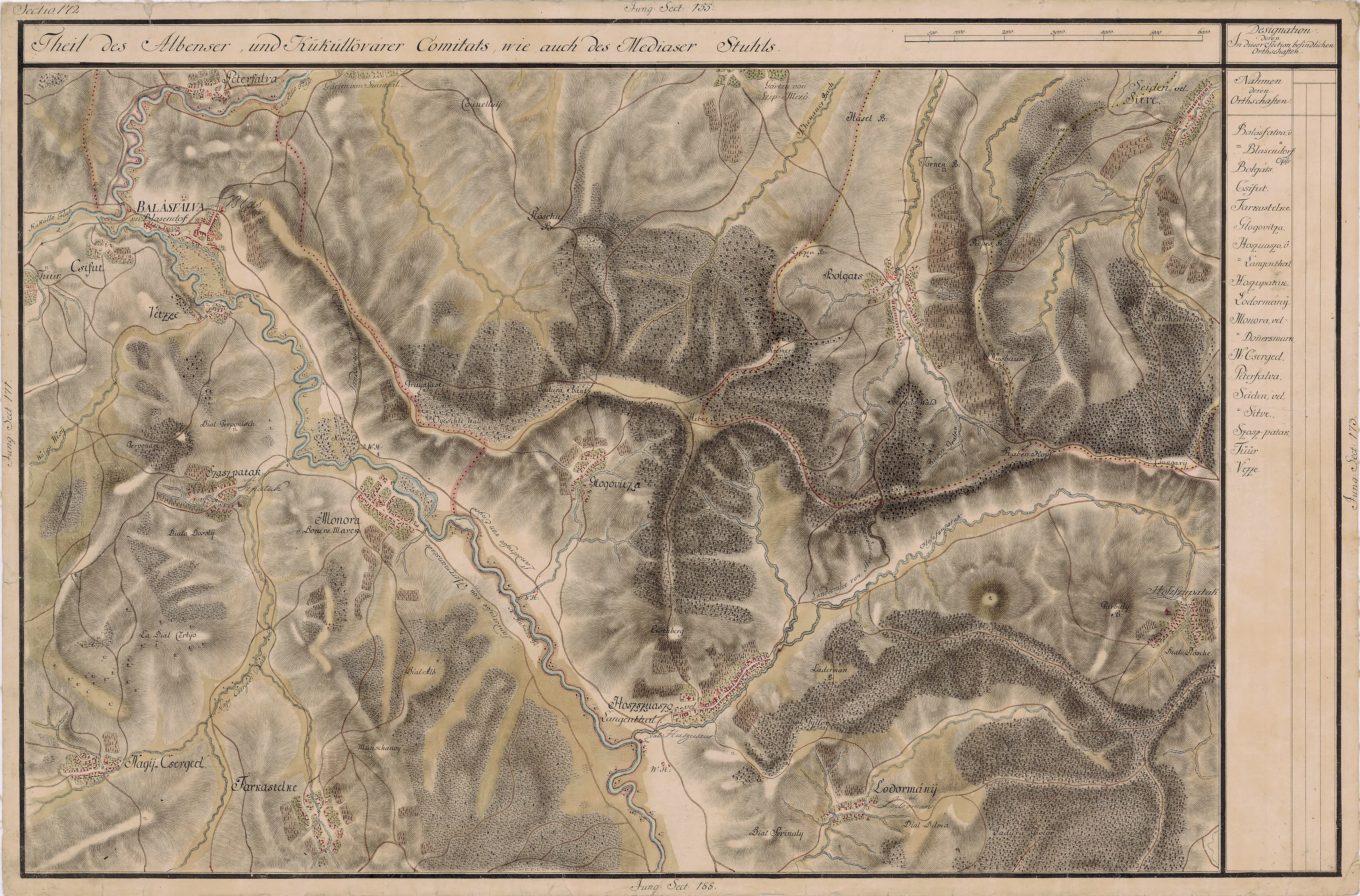
Csufud egy régi térképen

Csufud románul: Izvoarele, település Romániában, Erdélyben, Fehér megyében.

## Fekvése
A Maros mellett, Balázsfalva nyugati szomszédjában, Alsókarácsonyfalva és Magyarpéterfalva közt fekvő település.

## Története
Csufud nevét 1381-ben említette először oklevél, Ch(y)phud-i Miklós fia Mátyás bevallásában. 1386-ban Chyphud, 1387-ben Chyfold, 1733-ban Chiffud, 1750-ben Csufud, 1760–1762 között Csuffud, 1808-ban Csufud, Csifud, 1913-ban Csufud néven írták.
1647-ben Cziffud I. Rákóczi György birtoka volt.
A trianoni békeszerződés előtt Alsó-Fehér vármegye Balázsfalvi járásához tartozott.
1910-ben 806 lakosából 762 román, 30 magyar volt. Ebből 780 görögkatolikus, 16 római katolikus, 9 református volt.